# Infierno en el Pacífico
Infierno en el Pacífico, basada en un relato de Reuben Bercovitch, es una película del director John Boorman que tiene como únicos protagonistas a Lee Marvin y Toshirō Mifune. Se rodó en 1968 y contiene una banda sonora de Lalo Schifrin.

## Sinopsis
Un soldado japonés (Toshirō Mifune) que ha naufragado en una isla desierta del Pacífico contempla un día cómo llega a la misma otro náufrago, esta vez un oficial de la USAF (Lee Marvin). Tras descubrirse mutuamente, ambos hombres inician un arduo enfrentamiento personal tratando de robarse los recursos de sobrevivencia, para luego caer prisionero (de forma alternada y sucesiva) del adversario y sufrir la esclavitud y el maltrato de este.
Sin embargo, la soledad de la isla acaba imponiendo una relación de colaboración simbiótica entre ambos, con el fin de construir una balsa que les permita volver a la civilización. A partir de ese momento, el antagonismo de los dos hombres se irá convirtiendo en camaradería, y finalmente en amistad, hasta que llegan a una isla que fue recientemente ocupada y abandonada.

## Reparto
- Lee Marvin como el piloto estadounidense
- Toshirō Mifune como el capitán Tsuruhiko Kuroda.

## Producción
El director John Boorman abordó con Infierno en el Pacífico un arriesgado proyecto (dado el contexto lingüístico que imponía el guion) como el que suponía realizar este largometraje con sólo dos personajes y sin apenas diálogos debido a la barrera del idioma. Pese a ello, se destaca que la película transcurre a ratos en episodios de drama y suspense, y en otros son rayanos en lo jocoso, y consigue mantener el sentido de lucha de dos personalidades absolutamente contrapuestas, apoyada en las sólidas interpretaciones de dos grandes actores, Toshirō Mifune y Lee Marvin (dos clásicos de las películas bélicas), así como por la plasticidad de la excelente fotografía y los escenarios naturales de la isla.
También resulta acertado cómo la película va mostrando el proceso del progresivo acercamiento entre un estructurado militar japonés y el estereotipo marcial duro estadounidense representado por Marvin, que hace que la historia, pese a su poca viveza narrativa, no caiga en el tedio y combine alternadamente el suspense con trazas de drama y humor (se evidencia el toque de humor oriental de Mifune), lo cual se logra teniendo en cuenta las limitaciones argumentales de la misma, pero es magnificada por las sólidas interpretaciones de cada uno los actores.
Infierno en el Pacífico es una película con una historia lenta, pero convertida hoy en un clásico bélico y digna de verse por la reflexión implícita sobre la intrincada naturaleza humana que se sobrepone a las vicisitudes de la guerra.